# Campionati europei di atletica leggera 2024 - Mezza maratona maschile
La specialità della mezza maratona maschile ai campionati europei di atletica leggera 2024 si è svolta il 9 giugno a Roma, in Italia.

## Podio
| Pos.    | Atleta              | Nazionalità | Tempo    | Note                                     |
| ------- | ------------------- | ----------- | -------- | ---------------------------------------- |
| Oro     | Yemaneberhan Crippa | Italia      | 1h01'03" | Record dei campionati                    |
| Argento | Pietro Riva         | Italia      | 1h01'04" | Miglior prestazione personale stagionale |
| Bronzo  | Amanal Petros       | Germania    | 1h01'07" |                                          |

## Situazione pre-gara

### Record
Prima di questa competizione, il record del mondo (RM), il record europeo (EU) ed il record dei campionati (RC) erano i seguenti:
| Record                | Prestazione | Atleta                   | Data                                               | Competizione |
| --------------------- | ----------- | ------------------------ | -------------------------------------------------- | ------------ |
| Record mondiale       | 57"31       | Jacob Kiplimo Uganda     | 21 novembre 2021 Lisbona, Portogallo               |              |
| Record europeo        | 59"13       | Julien Wanders Svizzera  | 8 febbraio 2019 Ras al-Khaima, Emirati Arabi Uniti |              |
| Record dei campionati | 1h02'03"    | Tadesse Abraham Svizzera | 10 luglio 2016 Amsterdam, Paesi Bassi              | Europei 2016 |

### Campione in carica
Il campione europeo in carica era:
| Campione         | Atleta                  | Prestazione | Data                                       | Competizione |
| ---------------- | ----------------------- | ----------- | ------------------------------------------ | ------------ |
| Europeo Maratona | Richard Ringer Germania | 2h10'21"    | 15 agosto 2022 Monaco di Baviera, Germania | Europei 2022 |

### La stagione
Prima di questa gara, gli atleti europei con le migliori tre prestazioni europee dell'anno erano:
| Pos. | Atleta                        | Prestazione | Data                                |
| ---- | ----------------------------- | ----------- | ----------------------------------- |
| 1    | Andreas Almgren Svezia        | 59"23       | 11 febbraio 2024 Barcellona, Spagna |
| 2    | Emile Cairess Gran Bretagna   | 1h00'01"    | 15 febbraio 2024 Napoli, Italia     |
| 3    | Sondre Nordstad Moen Norvegia | 1h00'11"    | 4 febbraio 2024 Marugame, Giappone  |

## Risultati

### Finale
La finale si è disputata alle ore 9:00 del 9 giugno.
| Pos.    | Nome                     | Nazionalità        | Tempo    | Note                                     |
| ------- | ------------------------ | ------------------ | -------- | ---------------------------------------- |
| Oro     | Yemaneberhan Crippa      | Italia             | 1h01'03" | Record dei campionati                    |
| Argento | Pietro Riva              | Italia             | 1h01'04" | [ 3 ]                                    |
| Bronzo  | Amanal Petros            | Germania           | 1h01'07" |                                          |
| 4       | Maru Teferi              | Israele            | 1h01'10" | Miglior prestazione personale stagionale |
| 5       | Samuel Fitwi Sibhatu     | Germania           | 1h01'17" | Miglior prestazione personale            |
| 6       | Pasquale Selvarolo       | Italia             | 1h01'27" | Miglior prestazione personale stagionale |
| 7       | Gashau Ayale             | Israele            | 1h01'28" | Miglior prestazione personale            |
| 8       | Eyob Faniel              | Italia             | 1h01'29" | Miglior prestazione personale stagionale |
| 9       | Girmaw Amare             | Israele            | 1h01'31" | Miglior prestazione personale            |
| 10      | Yohanes Chiappinelli     | Italia             | 1h01'42" | Miglior prestazione personale stagionale |
| 11      | Jorge Gonzalez Rivera    | Spagna             | 1h01'55" | Miglior prestazione personale            |
| 12      | Sondre Nordstad Moen     | Norvegia           | 1h02'03" |                                          |
| 13      | Suldan Hassan            | Svezia             | 1h02'09" | Miglior prestazione personale stagionale |
| 14      | Carlos Mayo              | Spagna             | 1h02'12" | Miglior prestazione personale stagionale |
| 15      | Simon Debognies          | Belgio             | 1h02'15" |                                          |
| 16      | Felix Bour               | Francia            | 1h02'23" | Miglior prestazione personale stagionale |
| 17      | Yago Rojo                | Spagna             | 1h02'37" | Miglior prestazione personale stagionale |
| 18      | Haimro Alame             | Israele            | 1h02'38" | =                                        |
| 19      | Filmon Tesfu             | Paesi Bassi        | 1h02'42" | Miglior prestazione personale stagionale |
| 20      | Godadaw Belachew         | Israele            | 1h02'53" | Miglior prestazione personale stagionale |
| 21      | Matthias Kyburz          | Svizzera           | 1h03'07" |                                          |
| 22      | Filimon Abraham          | Germania           | 1h03'09" | Miglior prestazione personale stagionale |
| 23      | Dorian Boulvin           | Belgio             | 1h03'15" |                                          |
| 24      | Javier Guerra            | Spagna             | 1h03'17" | Miglior prestazione personale stagionale |
| 25      | Michael Somers           | Belgio             | 1h03'20" | Miglior prestazione personale stagionale |
| 26      | Zerei Kbrom Mezngi       | Norvegia           | 1h03'32" |                                          |
| 27      | Daniele Meucci           | Italia             | 1h03'45" | Miglior prestazione personale stagionale |
| 28      | Richard Ringer           | Germania           | 1h03'53" | Miglior prestazione personale stagionale |
| 29      | Dario Ivanovski          | Macedonia del Nord | 1h04'01" | Record nazionale                         |
| 30      | Jorge Blanco             | Spagna             | 1h04'09" | Miglior prestazione personale stagionale |
| 31      | Simon Boch               | Germania           | 1h04'16" |                                          |
| 32      | Timo Hinterndorfer       | Austria            | 1h04'27" |                                          |
| 33      | Emmanuel Roudolff        | Francia            | 1h04'30" |                                          |
| 34      | Hendrik Pfeiffer         | Germania           | 1h04'32" |                                          |
| 35      | Ilham Tanui Özbilen      | Turchia            | 1h04'42" | Miglior prestazione personale stagionale |
| 36      | Tadesse Abraham          | Svizzera           | 1h04'53" |                                          |
| 37      | Benjamin Choquert        | Francia            | 1h04'55" |                                          |
| 38      | Rui Pinto                | Portogallo         | 1h04'55" |                                          |
| 39      | Ibrahim Chakir           | Spagna             | 1h05'00" | Miglior prestazione personale stagionale |
| 40      | Tiidrek Nurme            | Estonia            | 1h05'00" | Miglior prestazione personale stagionale |
| 41      | Miguel Borges            | Portogallo         | 1h05'16" |                                          |
| 42      | Andreas Vojta            | Austria            | 1h05'38" |                                          |
| 43      | Hiko Tonosa Haso         | Irlanda            | 1h05'42" |                                          |
| 44      | Weldu Negash Gebretsadik | Norvegia           | 1h05'54" | Miglior prestazione personale stagionale |
| 45      | Levente Szemerei         | Ungheria           | 1h05'57" | Miglior prestazione personale stagionale |
| 46      | Nicolas Navarro          | Francia            | 1h06'02" | Miglior prestazione personale stagionale |
| 47      | Patrik Wägeli            | Svizzera           | 1h06'03" | Miglior prestazione personale stagionale |
| 48      | Tesema Moges             | Israele            | 1h06'06" | Miglior prestazione personale stagionale |
| 49      | Peter Herzog             | Austria            | 1h06'07" | Miglior prestazione personale stagionale |
| 50      | Jacob Sommer Simonsen    | Danimarca          | 1h06'27" |                                          |
| 51      | Leonid Latsepov          | Estonia            | 1h07'09" |                                          |
| 52      | Primož Kobe              | Slovenia           | 1h07'30" |                                          |
| 53      | Olavi Allase             | Estonia            | 1h07'48" |                                          |
| 54      | Mario Bauernfeind        | Austria            | 1h08'03" |                                          |
| 55      | Nicolae Alexandru Soare  | Romania            | 1h08'31" |                                          |
| 56      | Panagiotis Karaiskos     | Grecia             | 1h08'52" |                                          |
| 57      | Dominik Stadlmann        | Austria            | 1h09'03" |                                          |
| -       | Sezgin Ataç              | Turchia            | dnf      |                                          |
| -       | Julien Wanders           | Svizzera           | dnf      |                                          |
| -       | Hélio Gomes              | Portogallo         | dnf      |                                          |
| -       | Awet Nftalem Kibrab      | Norvegia           | dnf      |                                          |
| -       | Mateusz Kaczor           | Polonia            | dnf      |                                          |
| -       | Samuel Barata            | Portogallo         | dnf      |                                          |
| -       | Polat Kemboi Arikan      | Turchia            | dnf      |                                          |
| -       | Amine Khadiri            | Cipro              | dns      |                                          |
| -       | Daviti Kharazishvili     | Georgia            | dns      |                                          |